# Thurvaston
Thurvaston – wieś w Anglii, w hrabstwie Derbyshire, w dystrykcie South Derbyshire.